# Ipueiras dos Gomes
Ipueiras dos Gomes é um distrito do município brasileiro de Canindé, no interior do estado do Ceará. Segundo o censo demográfico de 2022, realizado pelo Instituto Brasileiro de Geografia e Estatística (IBGE), sua população era de 280 habitantes e havia 93 domicílios particulares permanentes ocupados. Foi criado pela lei estadual nº 7.166 de 14 de janeiro de 1964.
De acordo com o IBGE, em 2010 a população era de 976 habitantes e havia 329 domicílios particulares.